# CCTV-3
Программа «Искусство» Центрального телевидения Китая (кит. 中国中央电视台综艺频道, CCTV-3 综艺) — китайский телеканал, канал Центрального телевидения Китая. Посвящён искусству.
Начал вещание в 1986 году на Новый год. Сначала зона его охвата была только Пекин и близлежащие провинции.
В мае 1999 года на CCTV-3 были с CCTV-8 перенесены музыкальные передачи, посвящённые опере и народной музыке, и в августе 1999 года он официально стал каналом культуры и искусства («CCTV-3 Культура и Искусство»). А 18 декабря 2000 года был переименован в канал «Искусств» («CCTV-3 Искусство»). Тогда же канал начал вещать круглосуточно на всю страну.
Позже CCTV-3 стал третьим китайским телеканалом (после CCTV-4 и CCTV-9), который в качестве инструмента «мягкой силы» начали транслировать на другие страны со спутника.
На нём идут различные передачи по литературе и искусству, как, например, китайская опера, сборные программы с песнями и танцами, ток-шоу, а также передачи, призванные популяризировать музыку и литературу среди населения.